# Nieporęt Wąskotorowy
Nieporęt Wąskotorowy – zlikwidowana wąskotorowa stacja kolejowa we wsi Nieporęt, w województwie mazowieckim, w Polsce.